# Frederick A. Pike
Frederick Augustus Pike (* 9. Dezember 1816 in Calais,  Washington County, Massachusetts; † 2. Dezember 1886 ebenda) war ein US-amerikanischer Politiker. Zwischen 1861 und 1869 vertrat er den Bundesstaat Maine im US-Repräsentantenhaus.

## Werdegang
Der im heutigen Maine geborene Frederick Pike besuchte die öffentlichen Schulen seiner Heimat einschließlich der Washington Academy in East Machias. Bis 1837 studierte er dann am Bowdoin College in Brunswick. Nach einem anschließenden Jurastudium und seiner im Jahr 1840 erfolgten Zulassung als Rechtsanwalt begann er in Calais in seinem neuen Beruf zu praktizieren. In den Jahren 1852 und 1853 war er Bürgermeister der Stadt Calais.
Pike war Mitglied der Republikanischen Partei. Von 1858 bis 1860 saß er als Abgeordneter im Repräsentantenhaus von Maine; im Jahr 1860 war er dessen Präsident. Ebenfalls in diesem Jahr wurde er im sechsten Wahlbezirk von Maine in das US-Repräsentantenhaus in Washington, D.C. gewählt, wo er am 4. März 1861 die Nachfolge von Stephen Clark Foster antrat. Bei den folgenden Wahlen in den Jahren 1862, 1864 und 1866 wurde er nach der Auflösung des sechsten Distrikts im fünften Bezirk als Nachfolger von John H. Rice gewählt. Insgesamt absolvierte er bis zum 3. März 1869 vier zusammenhängende Legislaturperioden im Kongress. Zwischen 1863 und 1867 war er Vorsitzender des Ausschusses zur Kontrolle der Ausgaben des Außenministeriums. Danach war er bis 1869 Mitglied im Marineausschuss. Seine Zeit im Kongress wurde durch den Bürgerkrieg und dessen Folgen geprägt. Nach dem Krieg kam es im und außerhalb des Kongresses zu Konflikten zwischen der Republikanischen Partei und Präsident Andrew Johnson. Der Konflikt gipfelte in einem im US-Senat gescheiterten Amtsenthebungsverfahren gegen den Präsidenten. In dieser Zeit wurden außerdem der 13. und der 14. Verfassungszusatz beraten und verabschiedet. Dabei ging es um die Aufhebung der Sklaverei und die Erweiterung der Staatsbürgerschaft auf die ehemaligen Sklaven.
Im Jahr 1868 wurde Pike von seiner Partei nicht für eine weitere Amtszeit im Kongress nominiert. In der Folge war er wieder als Rechtsanwalt tätig. Zwischen 1870 und 1871 saß er noch einmal im Repräsentantenhaus seines Staates. Im Jahr 1872 bewarb er sich erfolglos um die Rückkehr in den Kongress. Frederick Pike starb am 2. Dezember 1886 in seinem Geburtsort Calais.
Er war der Bruder von James Shepherd Pike.